# NGC 2248
NGC 2248 في الفهرس العام الجديد، هي مجرة، تقع في كوكبة التوأمان. اكتشفت في 23 ديسمبر 1853 .

## روابط خارجية
- NGC 2248 على موقع ويكي سكاي: DSS2, SDSS, GALEX, IRAS, Hydrogen α, X-Ray, Astrophoto, Sky Map, Articles and images